# 四门镇
四门镇，是中华人民共和国甘肃省天水市武山县下辖的一个乡镇级行政单位。

## 行政区划
四门镇下辖以下地区：
四门镇社区、四门村、尧儿村、三衙村、录坪村、兰屲村、西堡村、周咀村、候堡村、大蒿村、孙白村、松树村、麦山村、南坪村、西川村、草坪村、周湾村、硬湾村、岗头村、水洞沟村、上湾村、下湾村、咀儿村、常湾村和罗诺湾村。